# Mobile (pleme)
Mobile, tudi Mobila ali Mauvilla, so bili severnoameriško indijansko pleme, ki je ob začetku evropskega stika živelo v jugozahodnem delu današnje ameriške zvezne države Alabame v utrjenem mestu Mauvilla ob reki Alabama River jugozahodno od današnjega mesta Selma. Govorili so narečje iz muskogejskih jezikov. Mobile so v 15. stoletju pripadali več poglavarstvom]]ki so se kasneje združila s plemenom Choctaw. Zgodovinarji domnevajo, da beseda "Mobile" izhaja iz besede "moeli", kar pomeni "veslač" v jeziku Choctaw.

## Poglavarstvo Tuscaloosa
Ameriški [etnolog Robert L. Carneiro je leta 1981 definiral poglavarstvo kot avtonomno politično enoto. Sestavljalo ga je več vasi ali mest in je bilo pod nadzorom vrhovnega poglavarja, po katerem je bilo poimenovano. Poglavarstvo Tuscaloosa se je razprostiralo vzdolž rek Coosa in Alabama ter je vključevalo več tributarnih krajev, vključno z Mauvillo, ki so jih vodili lastni poglavarji. Ti so bili dolžni poslušnost vrhovnemu poglavarju v njegovem rezidenčnem mestu Atahachi. Španci so poglavarstvo poimenovali po takratnem vrhovnem poglavarju Tuscaloosa.
Iz španskih zapisov je razvidno, da je bilo okoliško ozemlje zelo rodovitno in gosto poseljeno. Samo mesto je ležalo na približno pet metrov visoki ravni površini, obdani s palisadami. Te so bile sestavljene iz v zemljo zabitih debel, ki so se dotikala. Na zunanji in notranji strani so bile ojačane s prekrižanimi tramovi in debelimi vrvmi. Celotna konstrukcija je bila premazana z blatom in vse odprtine so bile zatesnjene, tako da je izgledala kot trdna stena. Na razdalji petdesetih korakov so bili v zidu stolpi, na katerih je bilo prostora za sedem ali osem bojevnikov. V spodnjem delu palisad so bile v višini človeka strelne line za lokostrelce. Celotna utrdba je imela le dvoja vrata, ena proti zahodu in ena proti vzhodu, v sredini pa je bil velik pravokoten trg, obdan z velikimi hišami.

## Jezik
Tako imenovani mobile trgovski jezik je bil poenostavljen dialekt Choctaw in je služil za medplemensko komunikacijo med plemeni od Floride do Louisiane in celo na sever do sotočja rek Mississippija in Ohio.

## Zgodovina
Hernando de Soto je leta 1540 na svoji odpravi skozi današnje južne zvezne države ZDA srečal tudi Mobile in njihovega poglavarja Tuscalooso. Odprava se je premikala vzdolž vzhodnih Apalačev proti severu oziroma jugozahodu in za seboj puščala sled uničenja. Z nekaterimi plemeni so Španci menjali hrano za nekaj primerkov iz svoje črede prašičev, večinoma pa so si zaloge jemali s silo in brez povračila. Prečkali so današnje ameriške zvezne države Georgia, Južna Karolina in Severna Karolina. Na teh večinoma brezciljnih pohodih so jih lažne obljube o ogromnih zalogah zlata gnali še naprej proti zahodu. V severni Alabami so naleteli na mesto Mauvilla (tudi Mobila ali Mavila). Indijanci pod vodstvom Tuscaloose so Špance zvabili v zasedo na glavni trg močno utrjenega mesta, kar je privedlo do bitke pri Mauvilli. Toda bojna moč in orožje Špancev sta bila daleč premočna od indijanskih bojevnikov. Proti železnim oklepom so se indijanske puščice izkazale za neučinkovite. Evropejci so si izborili pot in nato nenehno napadali prebivalce mesta. V deveturnem pokol] je bilo skoraj vseh bojevnikov Mobile, število se giblje med 2.500 in 3.000, ubitih v boju ali pa so umrli zaradi španskih usmrtitev in samomora. Mauvilla je bila na koncu požgana in popolnoma uničena. Španci so na koncu zmagali, izgubili so le 18 mož, večino svoje opreme in 12 konj. Po bitki pri Mauvilli se je spoštovanje domorodcev do tujcev opazno zmanjšalo in Španci so bili vedno pogosteje žrtve napadov in gverilskih akcij. Čeprav so de Sotovi možje v tem času izgubili pogum in so želeli na obalo, da bi se tam srečali z pričakovanimi ladjami iz Kube, je de Soto še vedno imel željo po odkritjih in ekspedicija se je nadaljevala proti Chicaza v današnji zvezni državi Mississippi.
Preživeli Mobile so se verjetno konec 17. stoletja preselili južneje do Mobile Ba]. Ko so Francozi okoli leta 1700 načrtovali ustanovitev kolonije, so naleteli na pripadnike tega plemena. Ti so francoske koloniste prosili za zaščito pred svojimi sovražniki in okoli leta 1708 dobili dovoljenje, da se naselijo v bližini Fort Louisa skupaj z Tohome plemenom. Istega leta se je velika skupina sovražnih bojevnikov, pripadnikov plemen Alabama, Cherokee, Abihka in Catawba, spustila po reki Mobile, da bi napadla Francoze in njihova zavezniška plemena. Iz neznanih razlogov so se omejili le na uničenje nekaj hiš plemena Mobile. Mobile so že od začetka vzdrževali prijateljske odnose s Francozi in so se večinoma spreobrnili v krščanstvo. V tem času sta Mobile in Tohome skupaj štela približno 350 družin. V lokalni cerkvi so do leta 1761 zapisi o registriranih pripadnikih plemena, nato pa se kot pleme ne omenjajo več in veljajo za izumrle.

## Kultura
Mobile kulturno pripadajo plemenom jugovzhodnih stalno naseljenih kmetovalcev.